# نورمان روزنتال
نورمان روزنتال (بالإنجليزية: Norman Rosenthal)‏ هو مؤرخ الفن بريطاني، ولد في 8 نوفمبر 1944 في كامبريدج في المملكة المتحدة.